# 朴柱奉
朴柱奉（パク・ジュボン、Park Joo-bong、1964年12月5日 - ）は、大韓民国の元バドミントン選手。全羅北道任実郡出身。国際大会において主にダブルスの選手として1980年代から1990年代半ばにかけて活躍。現役引退後には、コーチとして母国の韓国やその他マレーシアやイングランドで実績をあげ、2004年11月からはバドミントン日本代表のヘッドコーチを務めている。2001年に国際バドミントン連盟（IBF、現・世界バドミントン連盟、BWF）の殿堂入りを果たしている。